# Fiatal Szívvel
A Fiatal Szívvel a kolozsvári Brassai Sámuel Ipari Líceum időszaki diáklapja volt 1967-1991-ben. Főszerkesztője Józsa György tanár.
A magyar nyelv mellett román és német nyelvű cikkeket is közölt. Első, még nagy formátumú kőnyomatos száma 1967 júniusában (1. évf. 1. sz.) jelent meg, benne Szöllősi Ferenc igazgató ismertette a lap keletkezésének körülményeit és célkitűzéseit. A 3. számtól (1969) kezdve nyomtatásban, kis formátumban adták ki. A 4–5. szám (1970) ünnepi kiadvány annak tiszteletére, hogy a líceumot Brassai Sámuelről nevezték el. Írók és tudósok ismertették benne az erdélyi polihisztor sokoldalú munkásságát. Itt indították A több mint 400 éves múlt haladó hagyománya kötelez c. iskolatörténeti, valamint a híres tanítványokat bemutató Arcképvázlatok cikksorozatot. Figyelemre méltó Az osztályfőnöki órák naplójából című sorozat, amelyben Árkossy Sándor tanár osztályfőnöki óráira meghívott írók, művészek, közéleti személyiségek egy-egy nyilatkozatát, üzenetét és arcképét közölték. Utolsó számai: 1989/90-1991, 21-22. sz., majd Remény címmel jelent meg 1992-től.